# Johann Nepomuk Ott
Johann Nepomuk Ott (* 14. Januar 1804 in München; † 28. Februar 1870 ebenda) war ein deutscher Landschaftsmaler.

## Leben
Er war der Sohn eines Geheimen Sekretärs und königlichen Rates. Schon früh zeigte sich Talent und er kam 1818 auf die Kunstakademie in München. Dort begegnete er der Antike und begeisterte sich für das Zeichnen von Figuren. Unter Wilhelm von Kobell erlernte er dann die Landschaftsmalerei, bei der er dann auch blieb. Für seine Naturstudien machte er zahlreiche Ausflüge in die Alpen. Er bekam ein königliches Reisestipendium, welches ihm in den Jahren 1833 und 1834 eine Studienreise nach Italien ermöglichte. Er wanderte über Nizza, Genua, Livorno und Florenz nach Rom, dann weiter nach Neapel und Sizilien. Er sammelte auf der Reise viel Material für Seestücke.

## Werke (Auswahl)
- Ein Kloster am Wasser im Mondschein
- Kloster in Taormina
- Partie aus dem Oberinnthal
- Alpe bei Gastein

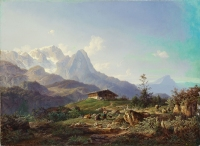
Alpenlandschaft mit Hirtin und Vieh, Öl auf Leinwand, 1854
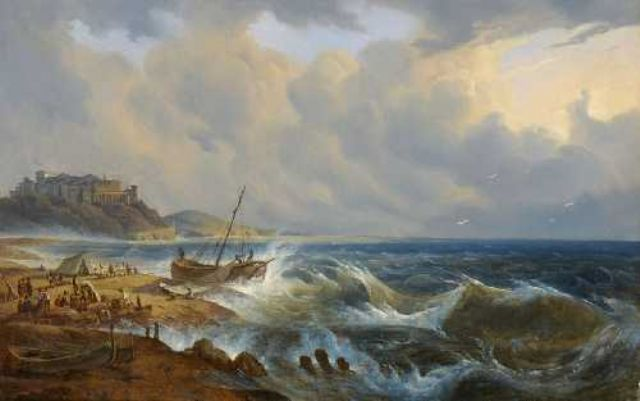
Südliche Meeresküste bei stürmisch bewegter See, Öl auf Karton auf Holz
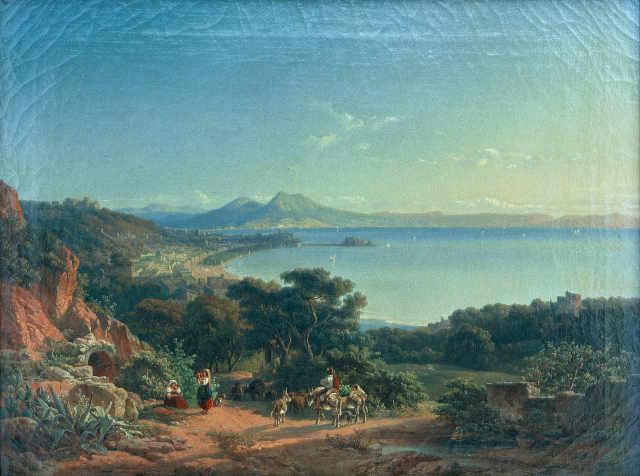
Ansicht der Bucht von Neapel,  Öl auf Leinwand